# Kenneth Bagshawe
El professor Kenneth Bagshawe   (17 d'agost de 1925 - Paddington, 2022), CBE, FRCP, FRCOG, FRCR, FRS és un oncòleg britànic i professor emèrit d'oncologia mèdica a l'Hospital Charing Cross.
Va treballar a la St Mary's Hospital Medical School del 1946 al 1952 i, posteriorment, es va convertir en investigador a l'Hospital Johns Hopkins, a Baltimore, Estats Units, el 1955.
Des del 1960 va ser professor titular de Medicina a la Facultat de Medicina de l'Hospital Charing Cross, i professor d'oncologia mèdica (1975-1990).
Va presidir el Comitè Científic de la Campanya de Recerca del Càncer de 1983 a 1988.
Va ser triat membre de la Royal Society (FRS) el 1989 i va ser nomenat Comandant de l'Ordre de l'Imperi Britànic (CBE) en els Honors d'Aniversaris del 1990.

## Obres
- Choriocarcinoma: the clinical biology of the trophoblast and its tumours, Edward Arnold, 1969
- (editor) Medical oncology: medical aspects of malignant disease, Blackwell Scientific Publications, 1975, ISBN 978-0-632-09370-0
- (editor) VP-16: recent advances and future prospects Grune & Stratton, 1985